# Hadena filipjevi
Hadena filipjevi är en fjärilsart som beskrevs av Max Wilhelm Karl Draudt 1934. Hadena filipjevi ingår i släktet Hadena och familjen nattflyn. Inga underarter finns listade i Catalogue of Life.